# Olimpíada Brasileira de Física

Logo oficial da Olimpíada Brasileira de Física

A Olimpíada Brasileira de Física (OBF) é um programa permanente da Sociedade Brasileira de Física (SBF) destinado a todos os estudantes do 8° ano do ensino fundamental ao 3° ano do ensino médio. As provas são divididas em níveis (I, II e III), sendo o nível I destinado ao 8° e 9° anos, o nível II, ao 1° e 2° anos do Ensino Médio e o nível III ao 3° ano.  O programa teve início em 1999 e está em atuação atualmente, abrangendo boa parte dos alunos de todo o país.

## Histórico
O professor Shigueo Watanabe, da Academia de Ciências do Estado de São Paulo, organizou uma Olimpíada Paulista de Física (em paralelo à de matemática que ele já organizava) entre 1985 e 87, mas por falta de apoio essa experiência não foi continuada.
A partir de 1995, o Centro de Divulgação Científica e Cultural da USP de São Carlos começa a organizar uma olimpíada de física envolvendo alguns estados da federação (BA, GO, PA, PE, RJ). Outros estados já possuíam olimpíadas estaduais de física (CE e PB desde 93, MG desde 94). Assim, a experiência bem sucedida levou a Sociedade Brasileira de Física a organizar, a partir de 1999, a Olimpíada Brasileira de Física, para participantes dos três anos do Ensino Médio.
A primeira edição, em 1999, foi a única que teve só duas fases: A primeira realizada nos estados e corrigida por comissões estaduais, e a segunda nacional, corrigida por um grupo único de corretores e para a qual foram promovidos pelo menos os 100 melhores de cada série, para garantir que cada estado tivesse pelo menos um representante. Essa edição já contou também com um processo seletivo para a IPhO e para a OIbF de 2000 (as equipes brasileiras na IPhO e OIbF 1999 foram selecionados a partir das olimpíadas estaduais).
Em 2006, foi iniciada experimentalmente a participação dos alunos da 8ª série do ensino fundamental (hoje chamado de 9º ano), mas apenas nos estados de SP e GO. Com o sucesso dessa experiência, em 2007, tivemos a primeira participação nacional dos alunos do 9º ano do ensino fundamental na OBF.
Em 2012, pela primeira vez os alunos do 8º ano do ensino fundamental participaram da OBF. Diferentemente do que ocorreu com o 9º ano, não foi feito primeiro uma participação experimental e reduzida.

## Objetivos
Por meio da OBF, a Sociedade Brasileira de Física, em colaboração com os vários institutos e departamentos de física de universidades estaduais, federais e CEFETs, elaborou um projeto que, a exemplo de quase uma centena de países, visa usar as competições intelectuais como veículos capazes de despertar e estimular o interesse pela física, melhorar seu ensino, incentivar os estudantes a seguirem carreiras científico-tecnológicas e prepará-los para as Olimpíadas Internacionais de Física (OIF) como forma de comparar, no nível do ensino médio, o ensino de física no Brasil com o de outros países.
O projeto OBF, que recebe o apoio do Conselho Nacional de Desenvolvimento Científico e Tecnológico, (CNPq) tem entre suas ações:
A manutenção de coordenações estaduais que, com a Comissão da Olimpíada Brasileira de Física (COBF), coordenam e organizam a OBF em nível nacional. Esses coordenadores juntamente com a COBF e seus ex-presidentes constituem o Conselho da OBF;
- O estabelecimento de uma secretaria localizado na sede da SBF, em São Paulo, para centralizar os trabalhos de divulgação e coordenação das atividades olímpicas e para apoiar os Coordenadores Estaduais;
- Estabelecimento de um canal de comunicação constante com os estudantes, professores e escolas por meio da revista A Física na Escola, do portal da internet e de cartazes e folhetos que são enviados a todas as escolas e professores cadastrados.

## Provas
A OBF é realizada em três fases.

### Primeira fase
A primeira fase é realizada em todas escolas participantes e é obrigatória. Caso menos de três alunos de uma série de uma escola tenham obtido a nota mínima para a segunda fase, o sistema completará automaticamente esse número, indicando aqueles com nota mais alta dentre os alunos que não passaram.
A prova da primeira fase é constituída de questões de múltipla escolha. Os alunos do 9° ano do ensino fundamental e 1° ano do ensino médio fazem a mesma prova e os alunos do 2° e 3° anos do ensino médio fazem uma outra prova. Todos os alunos devem escolher 20 das 30 questões disponíveis, com algumas restrições para os alunos do 1° e 3° ano. A correção da primeira fase é feita pela própria escola, cabendo ao professor credenciado passar as notas para a coordenação estadual.

### Segunda fase
A segunda fase é realizada nas sedes designadas pela coordenação estadual e dela participam todos os alunos que tenham obtido a nota mínima na primeira fase da olimpíada.
A prova da segunda fase é parciamente dissertativa. Mesma prova para alunos do 9°ano EF e 1° ano EM e outra para alunos do 3° e 2° ano, devido às diferença de grades curriculares, deverão escolher oito dentre as 16 questões apresentadas, havendo questões exclusivas para alunos do 9° e 2° anos.
A segunda fase é usada em diversos estados para a premiação estadual de seus estudantes.

### Terceira fase
A terceira fase é realizada nas sedes designadas pela organização da OBF e dela participam todos os alunos que tenham obtido a nota mínima estipulada para a segunda fase da olimpíada.
A terceira fase é composta de uma prova experimental e uma teórica para os alunos da 9° ano e 1° e 2° ano do EM e somente de uma teórica para os alunos do 3° ano do EM.
Os participantes do  9º ano do ensino fundamental e da 3ª série do ensino médio têm oito questões para serem resolvidas. Os estudantes da 1ª série e da 2ª série do ensino médio, têm doze questões, das quais o participante escolhe oito para resolver, de acordo com as instruções específicas no caderno de resposta.
São as notas da terceira fase que contam para a premiação nacional e também para selecionar os alunos que irão para as seletivas para as olimpíadas internacionais (IPhO, EuPhO e OIbF).